# Titularerzbistum Leontopolis in Augustamnica
Leontopolis in Augustamnica (ital.: Leontopoli di Augustamnica) ist ein Titularerzbistum  der römisch-katholischen Kirche. 
Es geht zurück auf ein früheres Bistum der antiken Stadt Leontopolis in Ägypten (spätantike römische Provinz Aegyptus Herculea bzw. Augustamnica) im östlichen Nildelta.
| Titularbischöfe von Leontopolis in Augustamnica |                                       |                                                                         |                   |                   |
| Nr.                                             | Name                                  | Amt                                                                     | von               | bis               |
| 1                                               | Ludwig Forwerk                        | Apostolischer Präfekt von Meißen (Deutschland)                          | 11. Juli 1854     | 8. Januar 1875    |
| 2                                               | Jean-Pierre-François Laforce-Langevin | emeritierter Bischof von Rimouski (Kanada)                              | 13. Februar 1891  | 26. Januar 1892   |
| 3                                               | Dominique-Clément-Marie Soulé         | Apostolischer Administrator von Guadeloupe und Basse-Terre (Guadeloupe) | 21. März 1893     | 21. April 1919    |
| 4                                               | Andrea Cassulo                        | Apostolischer Delegat und Apostolischer Nuntius                         | 24. Januar 1921   | 9. Januar 1952    |
| 5                                               | Terence Bernard McGuire               | emeritierter Erzbischof von Canberra und Goulburn (Australien)          | 16. November 1953 | 4. Juli 1957      |
| 6                                               | Angelo Ficarra                        | emeritierter Bischof von Patti (Italien)                                | 2. August 1957    | 1. Juni 1959      |
| 7                                               | Cornelius Bronsveld MAfr              | emeritierter Erzbischof von Tabora (Tansania)                           | 21. Dezember 1959 | 30. November 1970 |